# Synodites notatus
Synodites notatus är en stekelart som först beskrevs av Johann Ludwig Christian Gravenhorst 1829.  Synodites notatus ingår i släktet Synodites och familjen brokparasitsteklar. Arten är reproducerande i Sverige. Utöver nominatformen finns också underarten S. n. carenatus.